# 트루스 오어 데어
《트루스 오어 데어》(영어: Truth or Dare 혹은 영어: Blumhouse's Truth or Dare)는 2018년 개봉한 미국의 초자연 공포 영화이다. 제프 워들로가 감독과 공동 각본을 맡았다.

## 출연진
- 루시 헤일 - 올리비아 배런 역
- 타일러 포지 - 루커스 모레노 역
- 바이얼릿 빈 - 마키 캐머런 역
- 헤이든 시토 - 브래드 창 역
- 랜던 리버런 - 카터 / 샘 미핸 역
- 소피아 앨리 - 퍼넬러피 어마리 역
- 놀런 제라드 펑크 - 타이슨 커런 역
- 샘 러너 - 로니 역
- 오로라 페리노 - 지젤 해먼드 역
- 게리 앤서니 윌리엄스 - 악령 목소리 역
- 브레이디 스미스 - 로이 캐머런 역
- 모건 린드홈 - 알렉시스 역